# Elymus arcuatus
Elymus arcuatus là một loài thực vật có hoa trong họ Hòa thảo. Loài này được (Golosk.) Tzvelev mô tả khoa học đầu tiên năm 1972.